# 221 Eos
221 Eos è un asteroide della fascia principale del diametro medio di circa 103,87 km. Scoperto nel 1882, presenta un'orbita caratterizzata da un semiasse maggiore pari a 3,0110929 UA e da un'eccentricità di 0,1034140, inclinata di 10,88809° rispetto all'eclittica.
Stanti i suoi parametri orbitali, è considerato il prototipo della famiglia Eos di asteroidi.
Il suo nome è dedicato ad Eos, nella mitologia greca, la dea dell'aurora.